# Helmut Freis
Helmut Freis (* 29. Juli 1935 in Merchweiler; † 3. August 2002 in Sulzbach) war ein deutscher Althistoriker und Epigraphiker.

Er studierte ab 1955 an der Universität des Saarlandes Geschichte und Klassische Philologie bei Jacques Moreau, legte im Februar 1961 in Saarbrücken das 1. Staatsexamen in den Fächern Geschichte und Latein ab und wurde ebenfalls in Saarbrücken am 9. Juli 1962 mit der ersten umfassenden Studie über die Cohortes urbanae und dem Prädikat summa cum laude zum Dr. phil. promoviert. Nach einer Tätigkeit im Schuldienst übernahm er ab 1966 einen ständigen Lehrauftrag an der Universität des Saarlandes im Fachbereich „Alte Geschichte“ und wurde im Jahr 2000 als Akademischer Direktor pensioniert.
Den Schwerpunkt von Freis’ zahlreichen Arbeiten bildete neben der griechisch-römischen Welt und dem römischen Weltreich die Geschichte des seinerzeit von Mediomatrikern und Treverern besiedelten Saar-Moselraums.

## Schriften (Auswahl)
- Die cohortes urbanae. Dissertation, Saarbrücken 1962. Druckausgabe (= Beihefte der Bonner Jahrbücher. Band 21 = Epigraphische Studien. Band 2), Bonn 1967 (über die unter Augustus eingerichtete römische Stadtpolizei in Rom und Lyon sowie seit Vespasian in Karthago).
- Historische Inschriften zur römischen Kaiserzeit von Augustus bis Konstantin. Wissenschaftliche Buchgesellschaft, Darmstadt 1984, 2. Auflage 1994, ISBN 3-534-08586-8.
- Das Saarland zur Römerzeit. Institut für Landeskunde, Saarbrücken 1991, ISBN 3-923877-51-X.